# Клаус Якоб
Клаус Густав Фрідріх Луїс Якоб (нім. Claus Gustav Friedrich Louis Jacob; 30 червня 1895, Гамбург — ?) — німецький офіцер, корветтен-капітан резерву крігсмаріне. Кавалер Німецького хреста з золоті.

## Біографія
Учасник Першої світової війни, служив на борту лінкора «Шлезвіг-Гольштайн». Учасник Ютландської битви.
З 1939 по червень 1940 року - командир тральщика «М 1802» 1-ї флотилії тральщиків. «М 1902», колишній рибальський траулер, потонув 19 червня 1940 року після зіткнення з підводною міною. Якоб отримав поранення, після одужання служив у декількох штабах ВМФ. З лютого 1941 по вересень 1944 року - начальник штабу 4-ї дивізії берегової охорони у Франції (Лор'ян і Ла-Рошель). У вересня 1944 року дивізія була розформована, після чого Якоб до березня 1945 року служив у штабі ОКМ в Нідерландах, потім - командир частин на острові Тесел. 5 квітня 1945 року брав участь у придушені Грузинського повстання.

## Нагороди

### Перша світова війна
- Залізний хрест 2-го класу (23 грудня 1916) - за заслуги під час Ютлдандської битви.
- Ганзейський Хрест (Гамбург) (28 червня 1917)

### Міжвоєнний період
- Почесний хрест ветерана війни з мечами (8 лютого 1935)

### Друга світова війна
- Застібка до Залізного хреста 2-го класу (19 лютого 1940)
- Нагрудний знак «За поранення» в чорному (20 липня 1940) - за поранення, отримане 19 червня 1940 року.
- Залізний хрест 1-го класу (19 вересня 1940)
- Нагрудний знак мінних тральщиків (15 грудня 1940)
- Хрест «За військові заслуги» (Італія) (10 вересня 1942)
- Німецький хрест в золоті (3 липня 1944)